# EB/Streymur/Skála
EB/Streymur/Skála ist ein färöischer Frauenfußballverein, welcher 2013 aus dem Zusammenschluss von EB/Streymur und Skála ÍF entstand.

## Geschichte
Um die Kräfte der Insel Eysturoy zu bündeln, kam es 2013 zum Zusammenschluss beider Vereine. In der Vorsaison belegten Skála ÍF und EB/Streymur noch die Plätze fünf und sechs unter zehn Mannschaften, ein Jahr darauf konnte der zweite Platz hinter KÍ Klaksvík erreicht werden. Hierbei wurde KÍ am achten Spieltag durch einen 2:0-Heimsieg die erste Niederlage nach 82 ungeschlagenen Spielen beigebracht. Im Pokal schied die Mannschaft gegen den späteren Sieger KÍ Klaksvík im Halbfinale aus. Auch von 2014 bis 2016 wurde EB/Streymur/Skála in der Liga Vizemeister hinter KÍ. 2017 gelang mit einem 3:2 im Finale gegen HB Tórshavn der erste nationale Titel. Zudem wurde im selben Jahr die erste Meisterschaft erreicht. 2018 gelang durch ein 2:1 gegen HB Tórshavn die Titelverteidigung des Landespokals, ebenso wurde erneut die Meisterschaft geholt. Das Spiel um den zum ersten Mal ausgetragenen Supercup wurde mit 1:7 gegen Vizemeister HB Tórshavn verloren. Auch im Finale des Landespokals 2019 unterlag EB/Streymur/Skála mit 0:3 gegen HB Tórshavn, die Meisterschaft wurde auf dem vierten Platz abgeschlossen. 2021 erreichte die Mannschaft den dritten Platz, in den nächsten Jahren konnte sie nicht mehr an die guten Leistungen anknüpfen.

## Trainer
- Poul G. Olsen (2013–2015)
- Erik Ernesto Nielsen (2016–2017)
- Mathias Davidsen (2018–2019)
- Óli Eidesgaard (2020)
- Símun Eliasen (2021–2022)
- Aleksandar Đorđević (2023–)

## Bekannte Spielerinnen
Aufgelistet sind alle Spielerinnen, die zehn oder mehr Spiele für die Nationalmannschaft absolviert haben.
- Oddrún Danielsen (2013–2014)
- Íðunn Egilstoft (2013–2016, 2018, 2020–2022)
- Anna Hansen (2014–2022)
- Durita Hummeland (2013–2018)
- Ansy Jakobsen (2013–2019)
- Sigrun Kristiansen (2013–2017, 2020–)
- Lea Lisberg (2017–)
- Margunn Lindholm (2013–2019)
- Birna Mikkelsen (2013–2020, 2022)
- Fríðrún Olsen (2013–2018, 2021)
- Heidi Sevdal (2017)

Rekordspielerin der ersten Liga ist Randi Fagradal mit 173 Spielen. Margunn Lindholm erzielte mit 79 die meisten Tore in der Betrideildin (Stand: Ende 2023).

## Erfolge

### Titel
- 2× Färöischer Meister: 2017, 2018
- 2× Färöischer Pokalsieger: 2017, 2018

### Ligarekorde
- Höchster Heimsieg: 10:0 gegen B36 Tórshavn (8. Oktober 2014), 10:0 gegen ÍF/Víkingur (14. Mai 2017)
- Höchste Heimniederlage: 0:10 gegen NSÍ Runavík (3. August 2023)
- Höchster Auswärtssieg: 10:0 gegen TB/FC Suðuroy/Royn (1. Mai 2022)
- Höchste Auswärtsniederlage: 0:8 gegen HB Tórshavn (18. Mai 2019), 0:8 gegen NSÍ Runavík (14. Oktober 2023)
- Torreichstes Spiel: EB/Streymur/Skála gegen B36 Tórshavn 10:0 (8. Oktober 2014), EB/Streymur/Skála gegen ÍF/Víkingur 10:0 (14. Mai 2017), B68 Toftir gegen EB/Streymur/Skála 2:8 (17. Juni 2018), TB/FC Suðuroy/Royn gegen EB/Streymur/Skála 0:10 (1. Mai 2022), 07 Vestur gegen EB/Streymur/Skála 7:3 (17. Juni 2023), EB/Streymur/Skála gegen NSÍ Runavík (3. August 2023)
- Ewige Tabelle: 4. Platz

## Europapokalstatistik
| Saison  | Wettbewerb                    | Runde         | Gegner               | Ergebnis | Austragungsort | Bemerkungen        |
| ------- | ----------------------------- | ------------- | -------------------- | -------- | -------------- | ------------------ |
| 2018/19 | UEFA Women’s Champions League | Qualifikation | FC NSA Sofia         | 0:3      | Alytus         |                    |
| 2018/19 | UEFA Women’s Champions League | Qualifikation | Gintra Universitetas | 0:7      | Alytus         |                    |
| 2018/19 | UEFA Women’s Champions League | Qualifikation | FC Honka Espoo       | 0:7      | Marijampolė    |                    |
| 2019/20 | UEFA Women’s Champions League | Qualifikation | BIIK Kazygurt        | 0:9      | Tallinn        | höchste Niederlage |
| 2019/20 | UEFA Women’s Champions League | Qualifikation | PK-35 Vantaa         | 0:5      | Tallinn        |                    |
| 2019/20 | UEFA Women’s Champions League | Qualifikation | FC Flora Tallinn     | 0:2      | Tallinn        |                    |

| Wettbewerb               | Sp. | G | U | V | T+ | T– |
| ------------------------ | --- | - | - | - | -- | -- |
| Women’s Champions League | 6   | 0 | 0 | 6 | 0  | 33 |
| Total                    | 6   | 0 | 0 | 6 | 0  | 33 |